# Чудівський монастир
55°45′08″ пн. ш. 37°37′08″ сх. д. / 55.752222222222° пн. ш. 37.618888888889° сх. д.

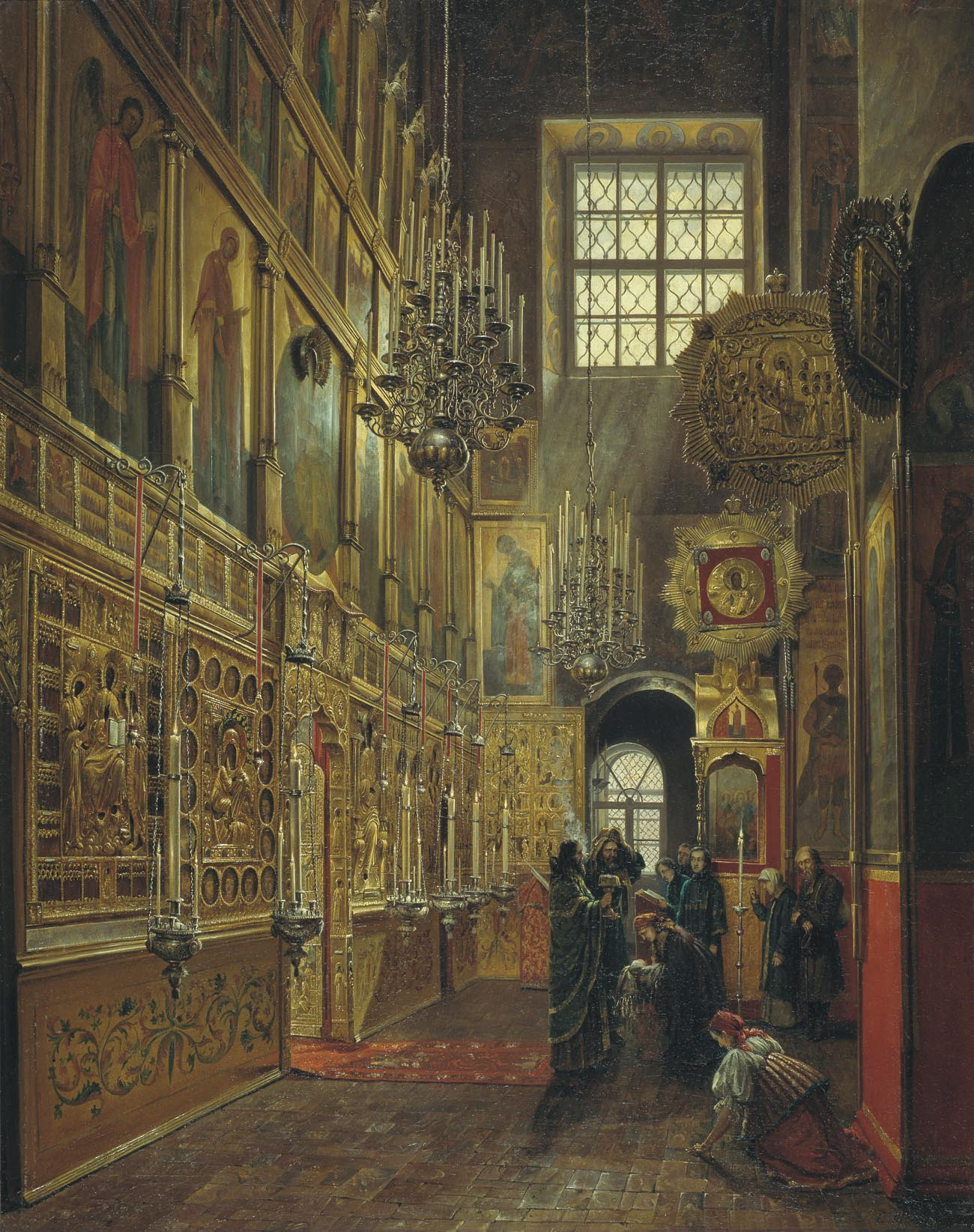
Церква Святого Олексія всередині Чудівського монастиря, 1866.

Чудівський монастир або Чудів монастир (рос. Чудов монастырь) — кафедральний чоловічий монастир у східній частині Московського кремля в Москві, заснований митрополитом Олексієм в 1365 році в пам'ять про чудесне зцілення від сліпоти Тайдули — матері хана Золотої Орди Джанібека. Назва походить від посвячення соборного храму монастиря — на честь Чуда святого Архистратига Михаїла. Місце мученицької кончини Патріарха Гермогена і хрещення російських царів.
В 1483 році на території монастиря була споруджена Олексіївська церква, в яку, за розпорядженням чудовського архімандрита Генадія, перенесли мощі митрополита Олексія. В 1501–1503 роках давню церкву Михайла Архангела змінив храм, зведений італійськими майстрами.
Тут був ув'язнений митрополит Ісидор, однак уже 15 жовтня 1441 року він втік звідти. Великий князь Василій ІІ заборонив переслідувати його. Коли Ісидор був заарештований в Твері, князь Василь ІІ запропонував тверському князю Борису Олександровичу звільнити митрополита і дати йому можливість переїхати в Литву.
Тихон Мединський — чернець, преподобний, святий Російської православної церкви, постригся в ченці в московському Чудівському монастирі, після чого пішов у глухі ліси між Мединню і Калугою, де оселився на березі річки Вепрейки та побудовав церкву Успіння Божої Матері і заснував монастир, який отримав назву Успенського.
Монастир знищений більшовиками в 1929 році. 